# Drept internațional public
Dreptul internațional public reprezintă setul de norme juridice care reglementează relațiile dintre organisme publice, precum statele și organizațiile internaționale. Convențiile și legile uniforme sunt instrumente comune ale dreptului internațional public.
Dreptul internațional public reprezintă o ramură autonomă a dreptului care cuprinde un ansamblu de principii și norme juridice, scrise sau nescrise, elaborate în principal de către state, pe baza acordului lor de voință, cu scopul de a reglementa relațiile internaționale în domenii de interes reciproc. Definiția dreptului internațional public s-a dezvoltat în timp, adaptându-se schimbărilor din relațiile internaționale și extinzându-se pentru a acoperi diverse domenii, inclusiv drepturile și libertățile fundamentale ale omului.
În originile sale, dreptul internațional public reglementa exclusiv relațiile între state, considerându-le drept singurii subiecți ai dreptului internațional public. Cu toate acestea, în prezent, domeniul său de aplicare s-a extins și reglementează relațiile dintre organizațiile internaționale interguvernamentale, între state și aceste organizații sau relațiile dintre state și alte entități juridice care nu sunt recunoscute ca subiecți de drept internațional, dar care sunt guvernate de reguli stabilite de dreptul internațional. Dreptul internațional public este considerat a fi un nivel suprastructural care reflectă schimbările din relațiile internaționale și nu este un sistem pasiv de reflectare a acestor schimbări.
Domeniul de reglementare al dreptului internațional public este vast și include reguli pentru circulația pe mare, delimitarea frontierelor între state, protejarea drepturilor fundamentale ale omului, soluționarea disputelor dintre state prin arbitraj și protejarea mediului înconjurător, printre altele.
Legile uniforme sunt instrumentele pregătite în comun de mai multe state și/sau organizații internaționale pentru a susține statele care doresc să își reformeze și modernizeze legislația. Organizațiile internaționale precum UNCITRAL sau UNIDROIT (vezi pagina de start a Dreptului internațional) elaborează legi uniforme.